# Monastero d'Iq'alto
Il monastero d'Iq'alto (in georgiano იყალთო?) si trova nel villaggio omonimo, situato a circa 10 km ad ovest della città di Telavi nella regione del Kakheti nella Georgia orientale.
Il monastero d'Iq'alto è stato fondato da San Zenone, uno dei 13 Padri siriani della chiesa georgiana, alla fine del sesto secolo. Era noto come uno dei centri culturali e di istruzione più importanti della Georgia.  Durante il regno di Re Davide IV venne fondata un'accademia agli inizi del XII secolo da parte di Arsen Iq'altoeli.
L'Accademia formava i suoi studenti in teologia, retorica, astronomia, filosofia, geografia, geometria, canto ma anche nelle più competenze pratiche, come lavorare la ceramica, la lavorazione dei metalli, la viticoltura e la vinificazione e la farmacologia. Secondo la leggenda il famoso poeta georgiano Shota Rustaveli ha studiato lì.
Ci sono tre chiese, all'interno del monastero: Khvtaeba, Kvelatsminda e Sameba. 
La chiesa principale, Khvtaeba (Santo Spirito), è stata costruita nel secolo ottavo-nono sul sito di una chiesa più antica (in cui San Zenone era stato sepolto). 
Nel 1616 gli invasori persiani guidati da Shah Abbas misero a ferro e fuoco l'Accademia che non rinacque mai più.

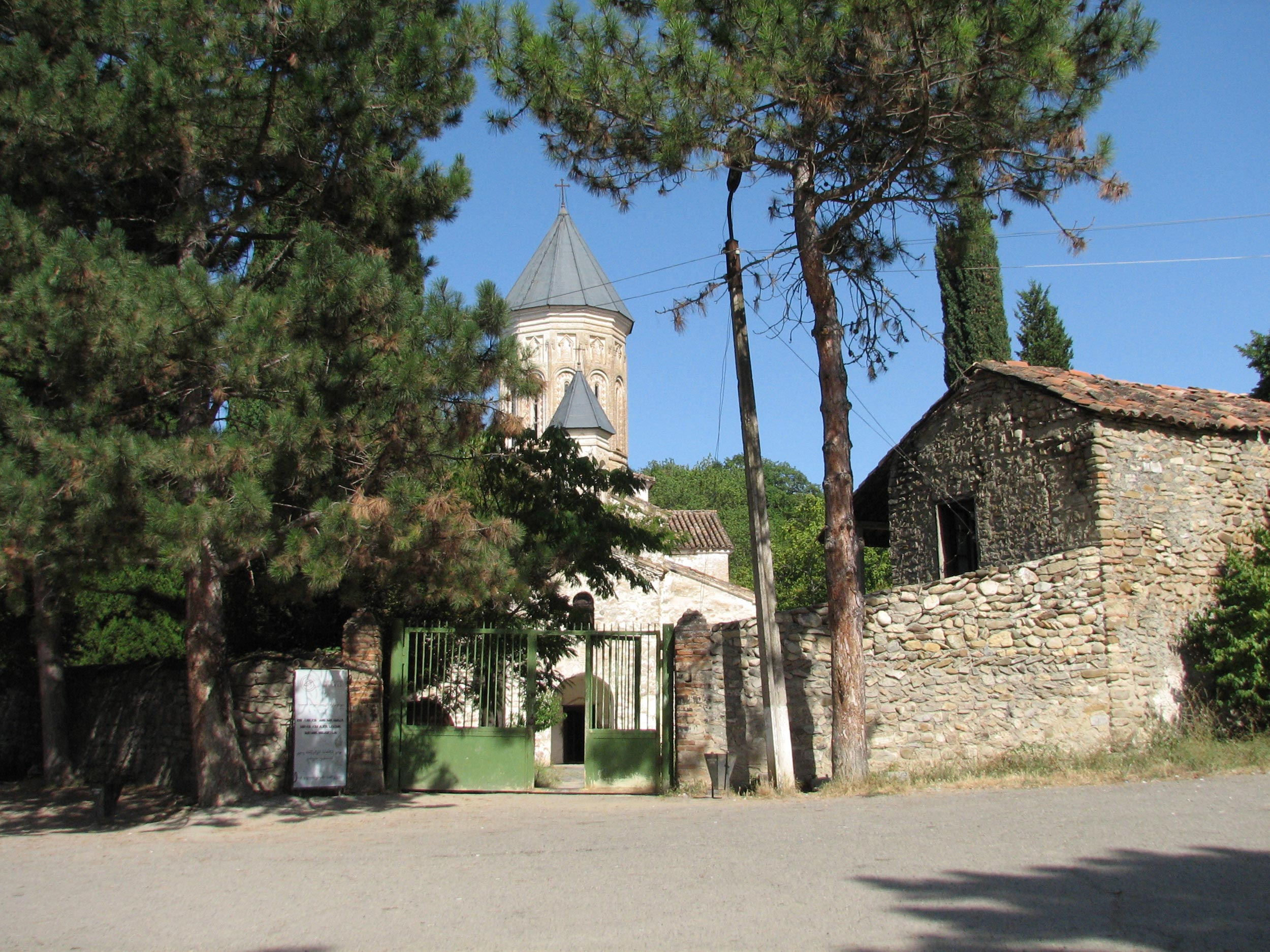
L'entrata al monastero d'Iq'alto
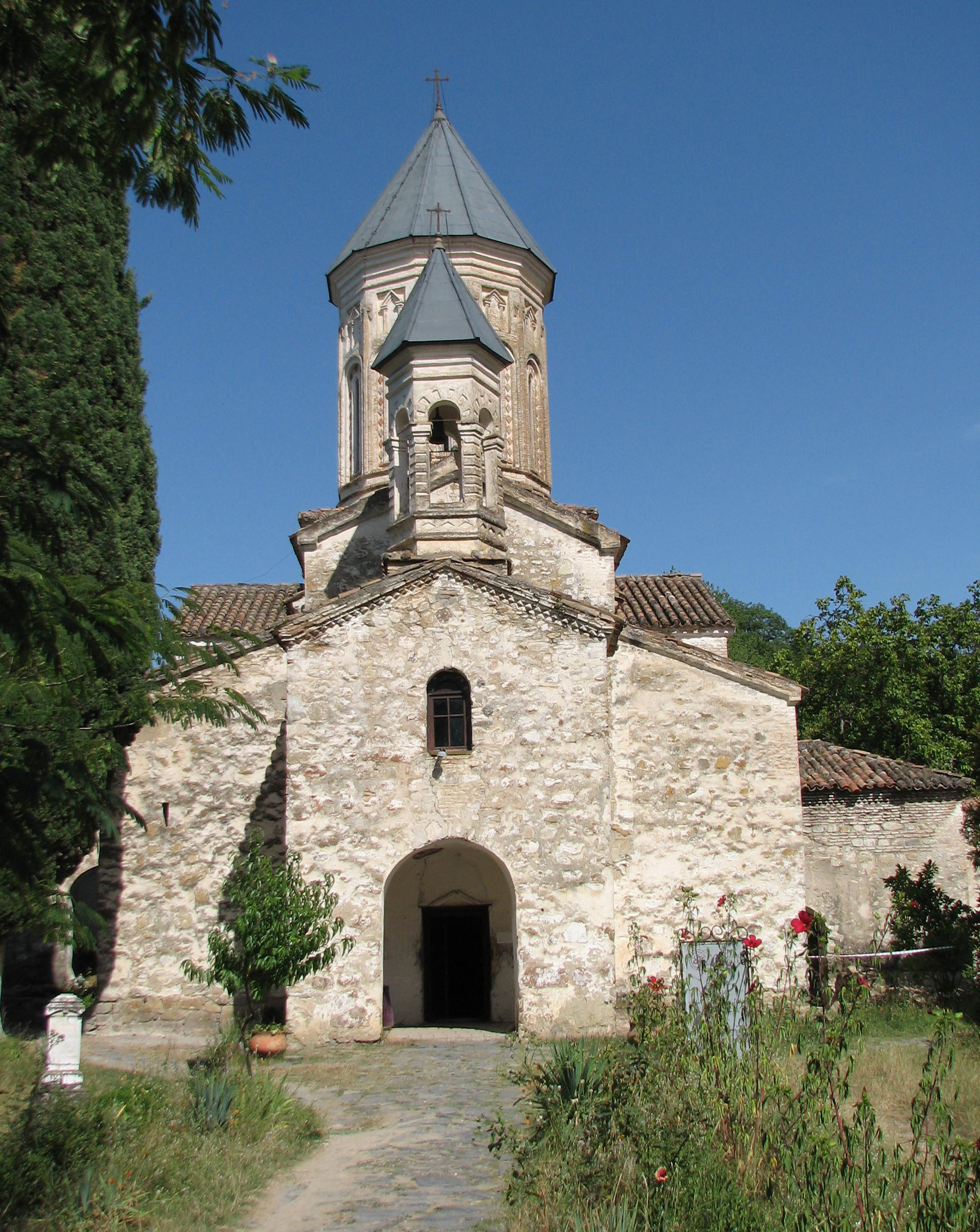
La chiesa di Khvtaeba nel monastero d'Iq'alto
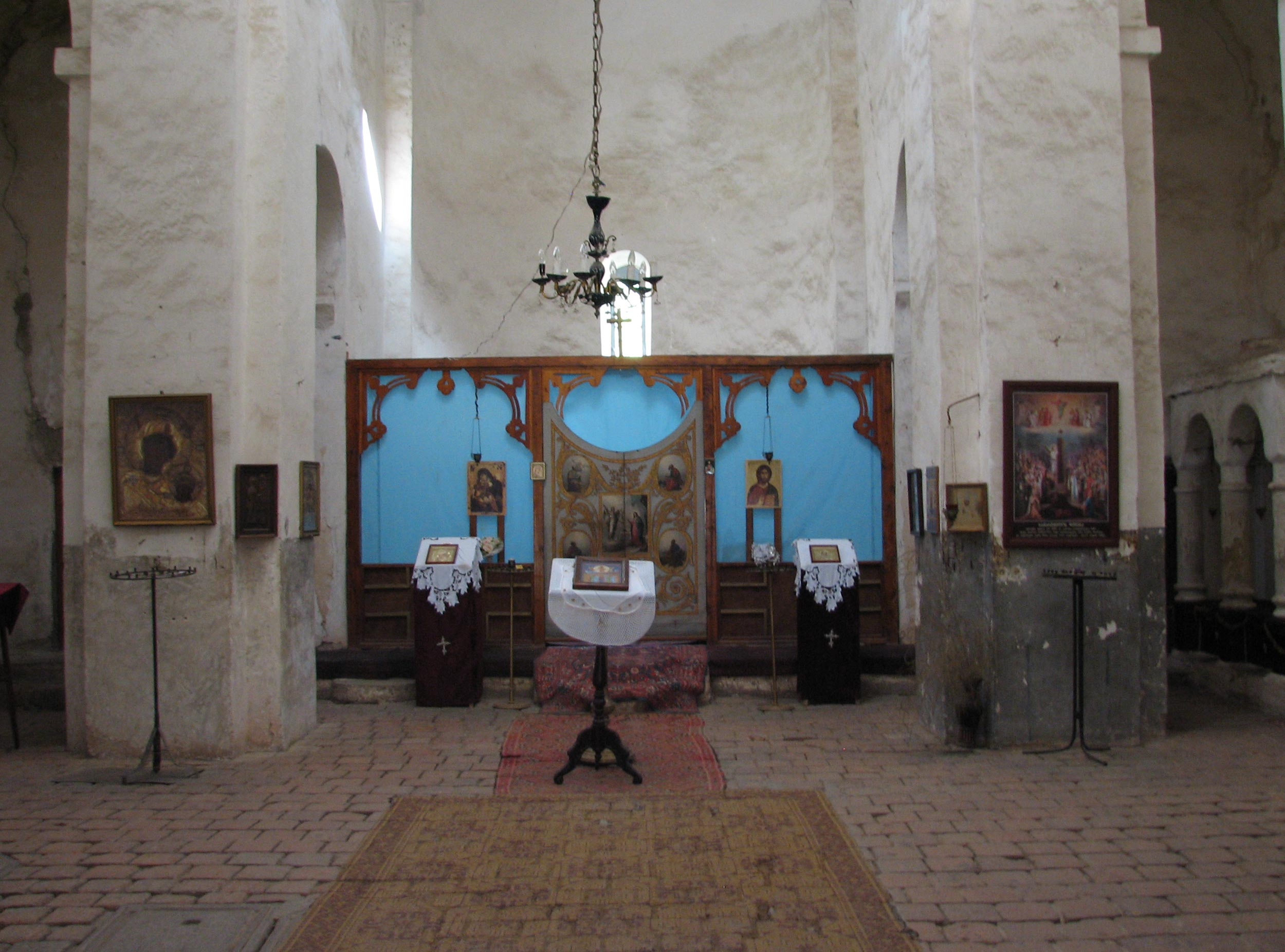
La chiesa di Khvtaeba nel monastero d'Iq'alto
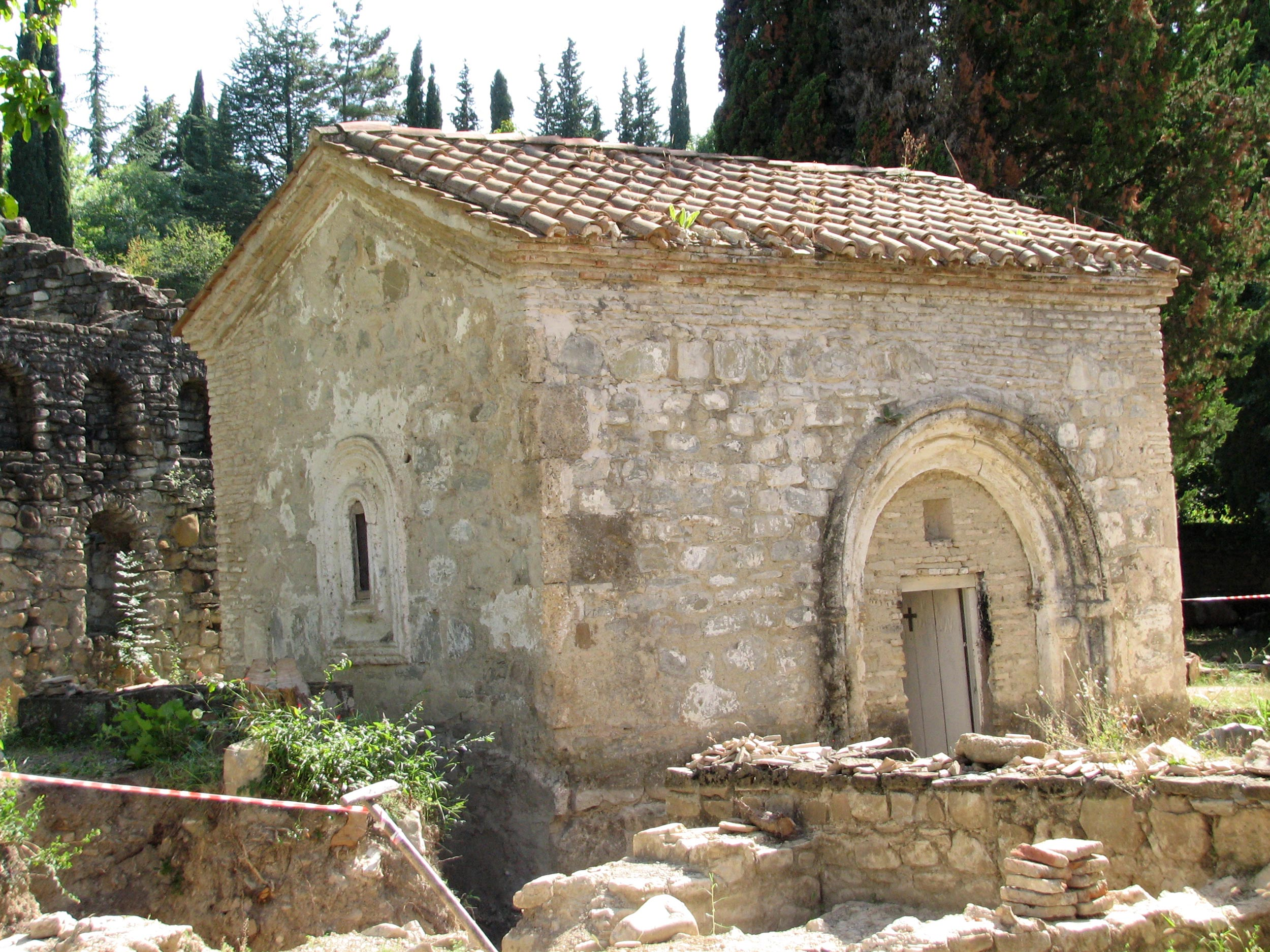
Monastero d'Iq'alto
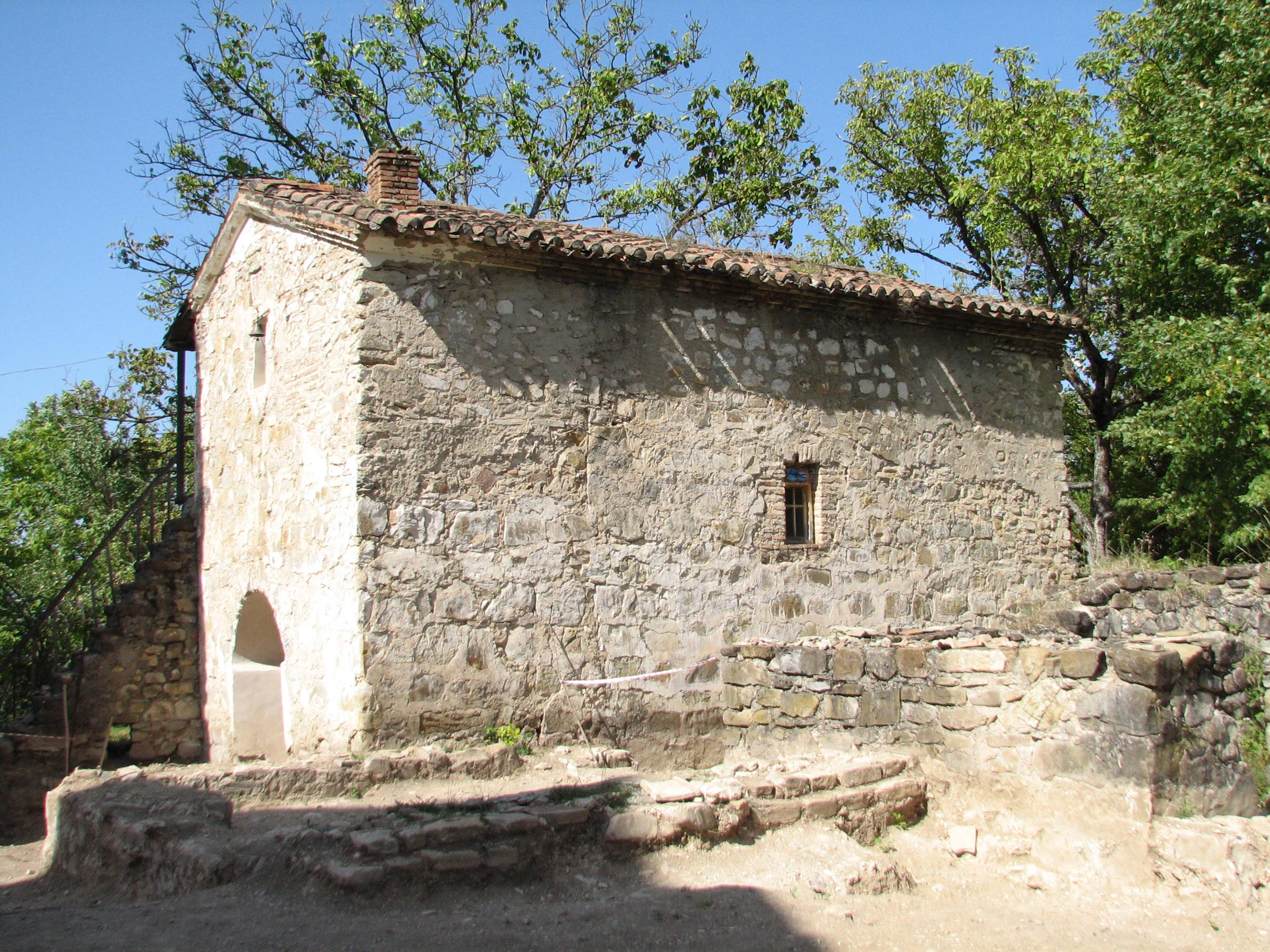
monastero d'Iq'alto
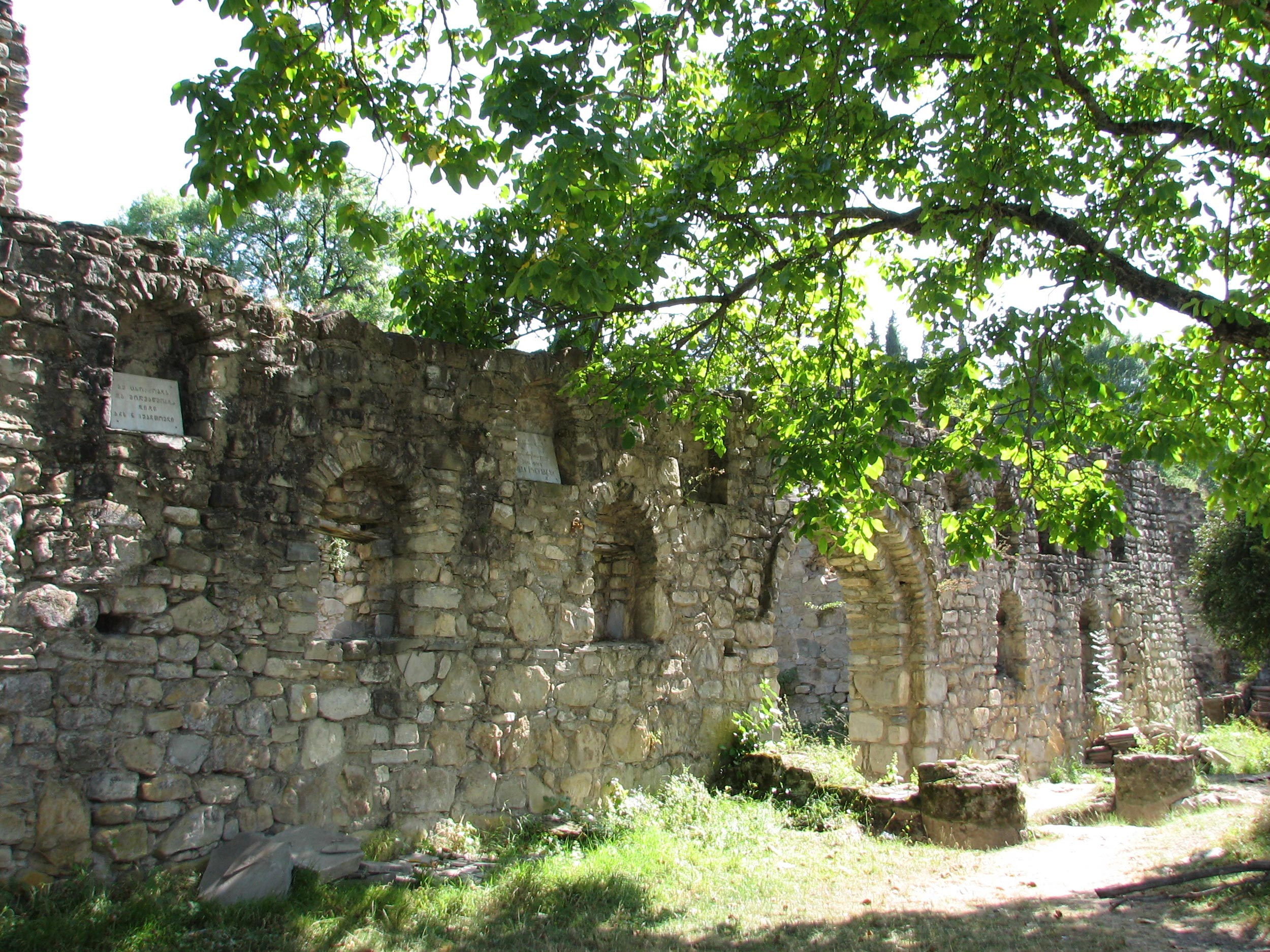
Rovine del Monastero d'Iq'alto
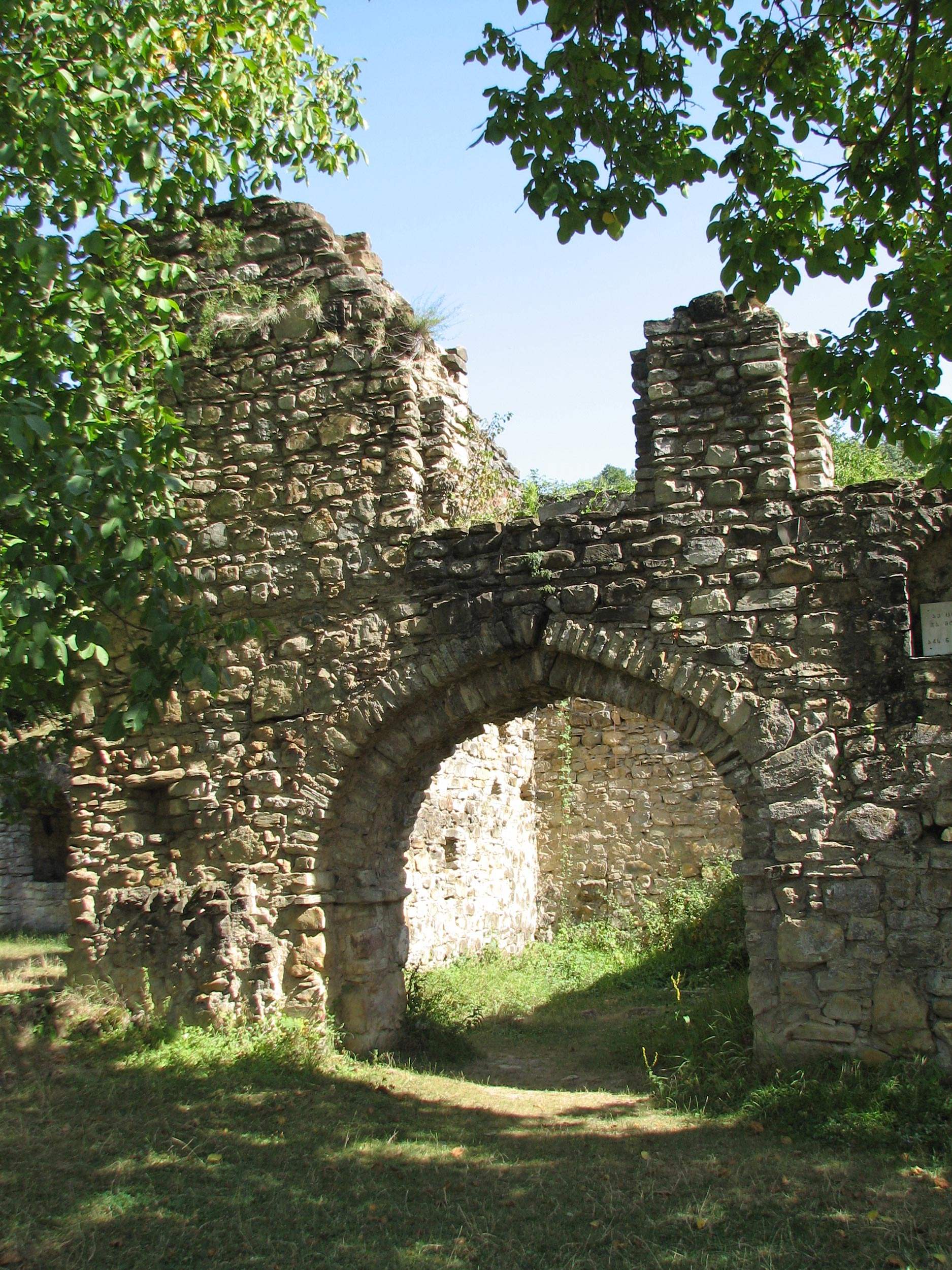
Rovine del Monastero d'Iq'alto